# Norman Levi Bowen
Norman Levi Bowen (Kingston, 21 giugno 1887 – 11 settembre 1956) è stato un geologo canadese, petrologo conosciuto per i suoi studi sulla cristallizzazione minerale e per le leggi empiriche note come Serie di Bowen.
Bowen sacrificò la vita per condurre i suoi esperimenti, infatti il mercurio che utilizzava come liquido da raffreddamento gli procurò seri danni mentali che lo invalidarono fino alla morte.
In suo onore è stato denominato il Bowen Cirque, un circo glaciale situato nei Monti Read, che fanno parte della Catena di Shackleton, nella Terra di Coats in Antartide.